# Hau ab, du Flasche!
Hau ab, du Flasche! ist ein deutscher Jugendroman von Ann Ladiges aus dem Jahr 1978.

## Handlung
Der Jugendliche Roland Geiger ist alkoholabhängig. Um seinen Alkoholkonsum zu finanzieren, versetzt er sogar den Ring seiner Mutter, den sie zu Rolands Geburt von seinem Vater bekommen hat.
Zum Schluss landet er deshalb im Krankenhaus.

## Aufbau
Die Geschichte springt zwischen Gegenwart und Vergangenheit hin und her. Das Buch beginnt am Ende der Zeitlinie mit Rolands Zufluchtnahme zum Alkohol zur Überwindung der Furcht vor seinem zukünftigen Ausbilder, um dann auf die Kindheit Rolands umzuspringen, um die Beweggründe zu schildern, die zu Rolands Alkoholsucht führen.

## Rezeption
Das Buch ist in einer bewusst einfachen Sprache gehalten, was auch leseschwachen Kindern den Zugang erleichtert. Es wird an vielen Schulen im Deutschunterricht etwa ab der 6. Klasse gelesen. Der Inhalt wird dabei zusätzlich fachübergreifend im Gemeinschaftskundeunterricht für Drogenprävention thematisiert.

## Ausgabe
- Ann Ladiges: Hau ab, du Flasche! (Reihe „rororo Rotfuchs“; Bd. 178). Rowohlt Verlag, Reinbek 1978, ISBN 978-3-4992-0178-3.